# Swat Kats
Swat Kats (SWAT Kats: The Radical Squadron), anche noto come Gatti volanti o I gatti volanti, è una serie televisiva animata statunitense del 1993, creata da Christian Tremblay e Yvon Tremblay e prodotta da Hanna-Barbera.
Ambienta nella metropoli immaginaria di Megakat City, la serie vede protagonisti gli Swat Kats, due piloti vigilanti con un jet da combattimento all'avanguardia e una serie di armi. I due devono affrontare vari cattivi, oltre alle forze di polizia rivali militarizzate di Megakat City chiamate Enforcers.
La serie è stata trasmessa per la prima volta negli Stati Uniti sul blocco televisivo in syndication The Funtastic World of Hanna-Barbera e TBS dall'11 settembre 1993 al 13 gennaio 1995, per un totale di 25 episodi ripartiti su due stagioni. In Italia la serie è stata trasmessa su Rai 1 dal 18 marzo 1996.
Sul sito di crowdfunding Kickstarter è stata avviata una campagna per finanziare un revival della serie che ha raccolto più di 140.000 dollari. Tuttavia, la serie non ha avuto ulteriori annunci.

## Episodi
| Stagione         | Episodi | Prima TV USA | Prima TV Italia |
| ---------------- | ------- | ------------ | --------------- |
| Prima stagione   | 13      | 1993         | 1996            |
| Seconda stagione | 12      | 1994         | 1996            |
| Speciali         | 1       | 1995         | 1996            |

## Personaggi e doppiatori

### Personaggi principali
- Jake "Razor" Clawson (stagioni 1-2), voce originale di Barry Gordon, italiana di Alberto Caneva.
- Chance "T-Bone" Furlong (stagioni 1-2), voce originale di Charlie Adler, italiana di Roberto Rizzi.

### Personaggi ricorrenti
- Sindaco Manx (stagioni 1-2), voce originale di Jim Cummings, italiana di Vittorio Battarra.
- Calico "Callie" Briggs (stagioni 1-2), voce originale di Tress MacNeille.
- Comandante Ulysses Feral (stagioni 1-2), voce originale di Gary Owens.
- Tenente Felina Feral (stagioni 1-2), voce originale di Lori Alan.
- Tenente comandante Steel (stagioni 1-2), voce originale di Hal Rayle.
- Sergente Talon (stagioni 1-2), voce originale di Ed Gilbert (st. 1) e Jim Cummings (st. 2).
- Ann Gora (stagioni 1-2), voce originale di Candi Milo, italiana di Silvia Pepitoni.
- Jonny K (stagioni 1-2), voce originale di Mark Hamill.
- Al (stagione 1), voce originale di Frank Welker e Rob Paulsen.
- Dark Gat (in originale: Dark Kat) (stagioni 1-2), voce originale di Brock Peters, italiana di Saverio Indrio.
- Dott. Viper (stagioni 1-2), voce originale di Frank Welker.
- Mac e Molly Mange (stagioni 1-2), voci originali di Neil Ross e April Winchell, italiane di Wladimiro Grana e Renata Biserni.
- Signore del Tempo (in originale: The Pastmaster) (stagioni 1-2), voce originale di Keene Curtis.
- Zed (stagioni 1-2), voce originale di Charlie Adler.
- Burke e Murray (stagioni 1-2), voci originali di Mark Hamill e Charlie Adler, italiane di Enzo Avolio e Antonio Angrisano.

## Accoglienza e cancellazione
SWAT Kats divenne lo show animato trasmesso in syndication più visto del 1994, secondo le analisi Nielsen, e ciò portò la Hanna-Barbera Productions a realizzare una seconda stagione e altri lavori per il 1995. Toon Magazine pubblicò una sezione riguardo al successo della serie in un numero uscito nell'autunno del 1994. Gli schemi dei personaggi vennero pubblicati nello stesso numero.
Nonostante il successo, lo show venne cancellato con tre episodi incompiuti.
Ted Turner, proprietario della Turner Entertainment che ha prodotto e trasmesso lo show, rimase contrariato per il livello di violenza presente nel cartone, portando a ritardi nel merchandising e alla sua cancellazione.
Turner in un'intervista rilasciata dopo la chiusura della serie, affermò che: "Noi abbiamo realizzato più cartoni degli altri: i Flintstones, i Jetsons, i Puffi, Scooby-Doo. Loro non sono violenti. Non dobbiamo preoccuparci per il fatto che potremmo incoraggiare i bambini ad uccidersi - come in ALTRI cartoni fanno."